# Władcy ziem polskich w czasie zaborów
Władcy ziem polskich w czasie zaborów – w związku z rozbiorami Polski oraz brakiem istnienia w latach 1795–1807 i 1831–1918 suwerennego państwa polskiego, władcy państw, które zagarnęły terytoria I Rzeczypospolitej, używali niektórych tytułów polskich władców – bądź na podstawie uzurpacji, bądź traktatów międzynarodowych.

## Ziemie polskie po rozbiorach Polski (1772–1815)

### Zabór rosyjski
| Cesarze rosyjscy (imperatorowie wszech Rosji) z dynastii Romanowów. |

| Władca       | Portret władcy | Lata panowania | Informacje dodatkowe                           | Dynastia          |
| ------------ | -------------- | -------------- | ---------------------------------------------- | ----------------- |
| Katarzyna II |                | 1772–1796      | Cesarzowa Rosji, księżniczka von Anhalt-Zerbst | dynastia askańska |
| Paweł I      |                | 1796–1801      | Cesarz Rosji 1796-1801                         | Romanowowie       |
| Aleksander I |                | 1801–1815      | Cesarz Rosji 1801-1825                         | Romanowowie       |

### Zabór pruski
| Królowie pruscy z dynastii Hohenzollernów |

| Władca               | Portret władcy | Lata panowania | Informacje dodatkowe | Dynastia         |
| -------------------- | -------------- | -------------- | -------------------- | ---------------- |
| Fryderyk II Wielki   |                | 1772–1786      | Król Prus 1740–1786  | Hohenzollernowie |
| Fryderyk Wilhelm II  |                | 1786–1797      | Król Prus 1786–1797  | Hohenzollernowie |
| Fryderyk Wilhelm III |                | 1797–1815      | Król Prus 1797–1840  | Hohenzollernowie |

### Zabór austriacki
| Cesarze rzymsscy, królowie Niemiec i arcyksiążęta Austrii (do 1806 r.), a następnie cesarze austriaccy, zarazem królowie Czech, Węgier, Chorwacji, Slawonii, Dalmacji i Iliryi – z dynastii Habsburgów. |

| Władca        | Portret władcy | Lata panowania | Informacje dodatkowe | Dynastia                |
| ------------- | -------------- | -------------- | --- | ----------------------- |
| Maria Teresa  |                | 1772–1780      | Królowa Węgier, Czech, Chorwacji etc. i arcyksiężna Austrii 1740-1780. Małżonka cesarza rzymskiego Franciszka I. | Habsburgowie-Lotaryńscy |
| Józef II      |                | 1772–1790      | Od 1765 jako współregent. Od 1780 władca samodzielny. Cesarz rzymski, król Niemiec, Węgier, Czech, Chorwacji etc. i arcyksiążę Austrii 1765–1790.                                                                                       | Habsburgowie-Lotaryńscy |
| Leopold II    |                | 1790–1792      | Cesarz rzymski, król Niemiec, Węgier, Czech, Chorwacji etc. i arcyksiążę Austrii 1790–1792. | Habsburgowie-Lotaryńscy |
| Franciszek II |                | 1792–1815      | Cesarz rzymski i król Niemiec 1792–1806, cesarz Austrii (jako Franciszek I) 1804–1835, Król Węgier, Czech, Chorwacji etc. i arcyksiążę Austrii 1792–1835, Król Lombardii i Wenecji 1815–1835, Prezydent Związku Niemieckiego 1815-1835. | Habsburgowie-Lotaryńscy |

## Księstwo Warszawskie(1807–1815)
| Księstwo Warszawskie utworzył w 1807 roku z ziem zaboru pruskiego Napoleon Bonaparte, po zwycięstwie nad Prusami. W 1809 roku, po zwycięstwie Francji i Księstwa nad Austrią, przyłączono do niego III zabór austriacki. 26 czerwca 1812 Konfederacja Generalna Królestwa Polskiego proklamowała odrodzenie Królestwa Polskiego, a Fryderyk August przyjął koronę króla polskiego. Księstwo było okupowane przez Rosjan w latach 1812-1815, a zlikwidowano je na kongresie wiedeńskim w 1815. |

| Władca            | Portret władcy | Daty panowania | Informacje dodatkowe                                                          | Dynastia   |
| ----------------- | -------------- | -------------- | ----------------------------------------------------------------------------- | ---------- |
| Fryderyk August I |                | 1807–1815      | Elektor Saksonii 1763–1806 jako Fryderyk August III, król Saksonii 1806-1827. | Wettynowie |

## Ziemie polskie pokongresie wiedeńskim(1815–1918)

### Królestwo Polskiei ziemie zabrane
| Cesarze rosyjscy używali m.in. tytułów cesarza Kijowa, króla Polski (w dokumentach rosyjskojęzycznych Царь Польский), wielkiego księcia Litwy, Podola i Wołynia, księcia Inflant, Kurlandii, Semigalii, Żmudzi i Białegostoku, pana i wielkiego księcia Połocka, Witebska i Mścisławia. Królestwo Polskie było związane unią personalną z Imperium Rosyjskim, a cesarze rosyjscy byli koronowani w Warszawie, co wynikało z unii. Po likwidacji odrębności Królestwa Polskiego w 1831 koronacja na króla Polski odbywała się w Rosji przy okazji koronacji na cesarza imperium i podkreślała zależność od Rosji. Królestwo Polskie było autonomiczną częścią Rosji. Autonomię ciągle ograniczano szczególnie w 1874 roku, ale nigdy formalnie jej nie zniesiono i Królestwo miało odrębny system prawny. |

#### Unia personalna z Rosją
| Władca        | Portret władcy | Daty panowania | Informacje dodatkowe | Dynastia    |
| ------------- | -------------- | -------------- | --- | ----------- |
| Aleksander I  |                | 1815–1825      | Cesarz Rosji 1801–1825. | Romanowowie |
| Mikołaj I     |                | 1825–1831      | Cesarz Rosji w latach 1825–1855; koronowany na króla polskiego 24 maja 1829 w Warszawie, zdetronizowany przez Sejm Królestwa Polskiego 25 stycznia 1831. | Romanowowie |
| Rząd Narodowy |                | 1831           | Po powołaniu 1 grudnia 1830 przez Radę Administracyjną Wydziału Wykonawczego o składzie mieszanym, 3 grudnia rada ta formalnie przestała istnieć, cedując swoje kompetencje na pięcioosobowy Rząd Tymczasowy pod prezesurą księcia Adama Jerzego Czartoryskiego. Organ ten z kolei przekształcił się 21 grudnia 1830 w Radę Najwyższą Narodową. Po przeprowadzeniu 25 stycznia 1831 przez Sejm detronizacji króla Mikołaja I Romanowa zaistniała potrzeba przeniesienia kompetencji głowy państwa. |             |

#### Unia realna z Rosją po 1831 r.
| Władca         | Portret władcy | Daty panowania | Informacje dodatkowe | Dynastia    |
| -------------- | -------------- | -------------- | --- | ----------- |
| Mikołaj I      |                | 1831–1855      | Cesarz Rosji 1825–1855 | Romanowowie |
| Aleksander II  |                | 1855–1881      | Cesarz Rosji 1855–1881 | Romanowowie |
| Rząd Narodowy  |                | 1863–1864      | Centralny tajny organ władz powstania styczniowego działający na ziemiach zaboru rosyjskiego.Rząd Narodowy posiadał władzę ustawodawczą i wykonawczą, utworzył własną tajną administrację państwową, odpowiedzialną m.in. za pobór podatków, działanie tajnej poczty, edycję prasy. | Romanowowie |
| Aleksander III |                | 1881–1894      | Cesarz Rosji 1881–1894 | Romanowowie |
| Mikołaj II     |                | 1894–1917      | Cesarz Rosji 1894–1917. | Romanowowie |
| Michał II      |                | 1917           | Domniemany cesarz Rosji. Nie przyjął tytułu cesarskiego, 16 marca 1917 r. abdykował na rzecz Rządu Tymczasowego. | Romanowowie |

### Zabór pruski (od 1867 r. zabór niemiecki)
| Królowie Prus, zarazem od 1867 r. prezydenci Związku Północnoniemieckiego, a od 1871 r. cesarze niemieccy, używali tytułu wielkiego księcia poznańskiego, mimo likwidacji autonomii samego księstwa w 1849 roku oraz włączenia go do Niemiec w 1867 r., ponadto nosili tytuły suwerena i księcia zwierzchniego Śląska i hrabstwa kłodzkiego, księcia Krosna [Odrzańskiego], Pomorza, Kamienia [Pomorskiego], Wendów i Kaszubów, margrabiego Górnych i Dolnych Łużyc, pana na Lęborku i Bytowie. |

| Władca               | Portret władcy | Daty panowania | Informacje dodatkowe | Dynastia         |
| -------------------- | -------------- | -------------- | --- | ---------------- |
| Fryderyk Wilhelm III |                | 1815–1840      | Do 1831 reprezentowany przez księcia-namiestnika Antoniego Henryka Radziwiłła, król Prus 1797–1840 | Hohenzollernowie |
| Fryderyk Wilhelm IV  |                | 1840–1861      | W 1849 ostatecznie zniósł autonomię Wielkiego Księstwa używając jednak nadal tytułu, podobnie jak jego następcy, król Prus 1840–1861 | Hohenzollernowie |
| Wilhelm I            |                | 1861–1888      | Za jego rządów polskie prowincje Prus formalnie uznano w 1867 r. za część niemieckiego państwa narodowego: Związku Północnoniemieckiego, a następnie Cesarstwa Niemieckiego (II Rzeszy). Król Prus 1861–1888, prezydent Związku Północnoniemieckiego 1867–1871, cesarz niemiecki 1871–1888 | Hohenzollernowie |
| Fryderyk III         |                | 1888           | Król Prus 1888, cesarz niemiecki 1888 | Hohenzollernowie |
| Wilhelm II           |                | 1888–1918      | Król Prus 1888–1918, cesarz niemiecki 1888–1918 | Hohenzollernowie |

### Zabór austriacki
| Cesarze austriaccy z dynastii Habsburgów, w latach od 1815 do 1866 prezydenci Związku Niemieckiego, zarazem królowie Czech, Węgier, Chorwacji, Slawonii, Dalmacji i Iliryi, władający ziemiami polskimi, nosili tytuły: tytuł króla Galicji i Lodomerii, wielkiego księcia Krakowa, księcia Oświęcimia, Zatoru, Cieszyna oraz Górnego i Dolnego Śląska, margrabiego Moraw, margrabiego Łużyc Dolnych i Górnych. |

| Władca             | Portret władcy | Daty panowania | Informacje dodatkowe | Dynastia                |
| ------------------ | -------------- | -------------- | --- | ----------------------- |
| Franciszek I       |                | 1815–1835      | Cesarz Austrii, Król Węgier, Czech, Chorwacji, Lombardii i Wenecji etc. Prezydent Związku Niemieckiego.                                     | Habsburgowie-Lotaryńscy |
| Ferdynand I        |                | 1835–1848      | Cesarz Austrii, Król Węgier, Czech, Chorwacji, Lombardii i Wenecji etc. Prezydent Związku Niemieckiego.                                     | Habsburgowie-Lotaryńscy |
| Franciszek Józef I |                | 1848–1916      | Cesarz Austrii, Król Węgier, Czech, Chorwacji etc. 1848–1916. Król Lombardii i Wenecji 1848–1866. Prezydent Związku Niemieckiego 1848–1866. | Habsburgowie-Lotaryńscy |
| Karol I            |                | 1916–1918      | Cesarz Austrii, Król Węgier, Czech i Chorwacji etc.                                                                                         | Habsburgowie-Lotaryńscy |

### Królestwo Polskie (1917–1918) zależne od Cesarstwa Niemieckiego i Austro-Węgier
W czasie I wojny światowej ziemie polskie zaboru rosyjskiego były okupowane przez Niemcy i Austro-Węgry, które aktem 5 listopada 1916 r. zadeklarowały utworzenie Królestwa Polskiego. Od 12 września 1917 do 11 listopada 1918 roku monarchę i regenta Królestwa Polskiego aktu 5 listopada zastępowała samodzielnie Rada Regencyjna, Orędziem do Narodu Polskiego z 7 października 1918 roku proklamowała niepodległość Polski, następnie od 11 do 14 listopada sprawowała władzę wspólnie z Naczelnym Dowódcą Józefem Piłsudskim, zaś w okresie od 14 listopada aż do wejścia w życie w dniu 29 listopada 1918 r. dekretu Naczelnego Dowódcy z dnia 22 listopada 1918 r. o najwyższej władzy reprezentacyjnej Republiki Polskiej, kompetencje Rady Regencyjnej wykonywał samodzielnie Naczelny Dowódca Józef Piłsudski.
| Portret | Herb | Imię            | Okres rządów | Informacje dodatkowe |
| ------- | ---- | --------------- | ------------ | --- |
|         | –    | Rada Regencyjna | 1917–1918    | W skład rady wchodzili: Aleksander Kakowski, Zdzisław Lubomirski, Józef Ostrowski |
|         |      | Józef Piłsudski | 1918         | Od 11 do 14 listopada 1918 władzę zwierzchnią sprawował wraz z Radą Regencyjną jako Naczelny Dowódca Wojsk Polskich; następnie od dnia 14 listopada samodzielnie, formalnie jako regent Królestwa Polskiego, aż do wejścia w dniu 29 listopada 1918 w życie dekretu Naczelnego Dowódcy z dnia 22 listopada 1918 r. o najwyższej władzy reprezentacyjnej Republiki Polskiej (Dz.U. z 1918 r. nr 17, poz. 40). |